# جندي عالمي (فلم 1992)
جندي عالمي  (بالإنجليزية: Universal Soldier) هو فيلم حركة تم إنتاجه في الولايات المتحدة وصدر في سنة 1992. الفيلم من إخراج رولان إيميريش وكتابة دين ديفلين. من بطولة جين كلود فان دام ودولف لندجرين.
قصة الفيلم
يحكي الفيلم قصة لوك ديفيرو (جان كلود فان دام)، وهو جندي سابق في الجيش الأمريكي قُتل في حرب فيتنام عام 1969، وعاد إلى الحياة بعد مشروع عسكري سري أطلق عليه برنامج «الجندي العالمي».  ومع ذلك، يكتشف ماضيه، على الرغم من محو ذاكرته، ويهرب إلى جانب صحفي تلفزيوني شاب (Ally Walker).  على طول الطريق، عليهم التعامل مع عودة عدوه اللدود، الرقيب.  أندرو سكوت (دولف لوندغرين)، الذي فقد عقله في حرب فيتنام، وأصبح مصابًا بجنون العظمة الذهاني، عازمًا على قتله وقيادة الجنود العالميين.

## الميزانية والإيرادات
بلغت تكلفة إنتاج الفيلم حوالي 23 مليون دولار بينما حقق أرباحا تقدر بـ 36,299,898 دولار.

## وصلات خارجية
- مقالات تستعمل روابط فنية بلا صلة مع ويكي بيانات